# Demirovac
Demirovac je naselje v občini Kozarska Dubica, Bosna in Hercegovina. 

## Deli naselja
Baduše, Brezovo Polje, Demirovac, Glavinac, Lička Kosa, Radmanovića Sokak, Rašića Brdo in Zbjeg.

## Prebivalstvo
| Pregled števila prebivalcev po letih | Pregled števila prebivalcev po letih | Pregled števila prebivalcev po letih | Pregled števila prebivalcev po letih | Pregled števila prebivalcev po letih | Pregled števila prebivalcev po letih |
| ------------------------------------ | ------------------------------------ | ------------------------------------ | ------------------------------------ | ------------------------------------ | ------------------------------------ |
| 1948                                 | 1953                                 | 1961                                 | 1971                                 | 1981                                 | 1991                                 |
| -                                    | -                                    | -                                    | 574                                  | 505                                  | 467                                  |

| Narodna sestava prebivalstva po letih                                                                                       | Narodna sestava prebivalstva po letih                                                                                       | Narodna sestava prebivalstva po letih                                                                                       |
| --- | --- | --- |
| 1971 | 1981 | 1991 |
| . skupaj: 574 Srbi 553 (96,34 %) Hrvati 5 (0,87 %) Muslimani 0 (0,00 %) Jugoslovani 15 (2,61 %) drugi in neznano 1 (0,17 %) | . skupaj: 505 Srbi 485 (96,03 %) Hrvati 1 (0,19 %) Muslimani 0 (0,00 %) Jugoslovani 14 (2,77 %) drugi in neznano 5 (0,99 %) | . skupaj: 467 Srbi 443 (94,86 %) Hrvati 2 (0,42 %) Muslimani 0 (0,00 %) Jugoslovani 15 (3,21 %) drugi in neznano 7 (1,49 %) |